# Le Thuit
Le Thuit település Franciaországban, Eure megyében. Lakosainak száma 143 fő (2022. január 1.). Le Thuit Les Trois Lacs községgel határos.

## Népesség
A település népességének változása:
| Lakosok száma | 101  | 84   | 81   | 122  | 142  | 147  | 141  | 141  | 141  | 143  |
|               | 1968 | 1982 | 1990 | 2006 | 2013 | 2015 | 2017 | 2019 | 2020 | 2022 |